# 明尼蘇達州學院和大學列表
以下是明尼蘇達州目前运营的公立和私立高等教育机构列表。
 公立 
- 明尼蘇達大學（University of Minnesota, Twin Cities）
- 維諾納州立大學（Winona State University）
- 伯米吉州立大学（lang|en|Bemidji State University）

 私立 
- 卡爾頓學院（Carleton College）
- 瑪卡萊斯特學院 （Macalester College）